# Alfredo Talavera
Alfredo Talavera Díaz, född 18 september 1982 i La Barca, är en mexikansk fotbollsmålvakt som spelar för Juárez. Han har även representerat Mexikos landslag.

## Karriär
I juni 2022 värvades Talavera av Juárez.